# Хибіни (Мурманська область)
Хибіни (рос. Хибины) — станція, підорядкована місту Апатити Мурманської області Російської Федерації.
Населення становить 0 осіб. Орган місцевого самоврядування — Апатітський міський округ.

## Населення
| 2002 | 2010 |
| ---- | ---- |
| 10   | ↘0   |